# Шутова Лівія Василівна
Лівія Василівна Шутова (нар. 1925) — радянська театральна актриса. Народна артистка Російської РФСР (1965).

## Життєпис
Лівія Шутова народилася 30 грудня 1925 року в селі Жуківка Нижньогородської області. Її батьки були з селян. Мати — Ганна Федорівна Шутова, домогосподарка. Батько — Василь Іванович Шутов, механік, плавав по Волзі на пароплавах. У 1932 році сім'я переїжджає до Саратова. Василь Іванович влаштовується на роботу до Саратовського дитячого будинку «Червоне містечко», навчаючи дітей слюсарного і токарного ремесла. У цьому ж році Лівія Василівна йде до школи. А з 1934 року Василь Іванович призначається на посаду директора дитячого будинку «Червоне містечко». Життя сім'ї була тісно пов'язана з життям дитячого будинку. Дітей навчали не тільки загальноосвітніх предметів, а й розвивали у них творчі здібності.
Після закінчення середньої школи Лівія Василівна вступила на факультет іноземних мов Саратовського педагогічного інституту на англійське відділення. У важких воєнних умовах Лівія Шутова влаштувалася на роботу в Будинок книги продавцем в художній відділ, щоб отримувати продовольчу картку. Вона опинилася в світі російської та іноземної літератури. Робота їй дуже подобалася, але мрія про театр не покидала її з тих пір, як вона полюбила Саратовський драматичний театр імені К. Маркса. З виставами та акторами цього театру вона познайомилася, навчаючись у школі. Старшокласники були частими глядачами вистав цього театру. Робота великих акторів — Івана Слонова, Степана Муратова, Павла Карганова, Валентини Соболєвої та інших допомагає їй побачити своє майбутнє лише на сцені.
У 1944 році Лівія Шутова випадково дізналася, що відкрилася драматична студія при театрі, і вирішила спробувати щастя. Склавши іспити на відмінно, перейшла вчитися до студії на курс народного артиста РРФСР Павла Карганова. Роки навчання в студії були успішними та результативними. У 1947 році вона закінчила драматичну студію при Саратовському ОАДК імені К. М. Маркса і стала провідною акторкою цього театру. Щедра сценічна чарівність, краса, м'якість, витонченість і своєрідність актриси виявлялися у великих і малих ролях майбутнього великого репертуару. Перший великий сценічний успіх актриси в театрі пов'язаний з роллю Машеньки в однойменній п'єсі Олександра Афіногенова. Машенька, зіграна з такою величезною любов'ю і наївною простотою, приносить їй перший справжній успіх. Для саратовського глядача відкрилася нова своєрідна актриса. А перед актрисою — справжня дорога у велике мистецтво.
|  | «Шутовій не довелося витратити роки для того, щоб знайти свій театр, переходити з трупи в трупу в пошуках художніх однодумців. Її вихователі стали потім і її колегами по сцені. Театр, в який ступила Л. & В. & Шутова, був не просто колективом усталених традицій. Це був театр слоновських реалістичних традицій, з добрим смаком у виборі репертуару, високим рівнем режисури і міцним акторським ансамблем. Може бути, в цьому - одна з основних причин закономірності її зростання, того, що актриса зуміла природно і послідовно завоювати одну за одною вершини майстерності. Від вчителів і старших колег Шутова успадкувала постійне прагнення до природності, до точного і виразного малюнку образу. Лівія Шутова з великою повнотою зуміла розкрити переконаність й ідейну цілеспрямованість своїх героїнь в драматичних полотнах широкого соціального плану (Я. Явчуновський, журнал «На просторах Волги», 1960 рік).» |

|  | «Будь-яка актриса позаздрить тій популярності і любові глядачів, яку мала, мабуть, протягом усіх 20 років роботи в Саратовському драматичному театрі Лівія Шутова. На Шутову ходили. І багато театралів пам'ятають чудову актрису» (Журнал «Сфера», 30 березня 1991 року.) |

За час роботи в Саратовському театрі Лівія Шутова зіграла більше 60-ти ролей. У 1967 році, прийнявши запрошення головного режисера Кишинівського російського драматичного театру імені А. П. Чехова. С. Петровського, Лівія Василівна перейшла на роботу до цього театру. Перше знайомство молдавських глядачів з актрисою відбулося в цьому ж році. Це була роль Гелени в п'єсі Л. Г. Зоріна «Варшавська мелодія». Цей спектакль став справжньою подією в театральному житті Молдови. Після «Варшавської мелодії» Лівія Шутова створила на сцені цього театру ряд яскравих сценічних образів.
З 1975 по 1989 роки Лівія Василівна служила в Московському театрі на Малій Бронній. Першою успішною роботою в цьому театрі бала роль Нори у виставі о'Ніла «Душа поета» у постановці Народного артиста РРФСР Михайла Козакова.

## Театральні роботи

### Саратовський драматичний театр імені Карла Маркса
- «Мужність» Гергія Березка —  Маша Рижова
- «Машенька» Олександра Афіногенова — Марійка
- «За другим фронтом» Вадима Собка —  Таня Єгорова
- «Совість» Юлія Чепуріна —  Юлька
- «Звичайна людина» Леоніда Леонова —  Аннушка
- «На велелюдному місці» Олександра Островського —  Аннушка
- «Роки мандрів» Олексія Арбузова —  Люся Ведернікова
- «Ліс» Олександра Островського —  Аксюша
- «Дівчина з глечиком» Лопе де Вега —  дон'я Марія
- «Твоє особиста справа» Самуїла Альошина —  Ася
- «Дівиці-красуні» Олексія Сімукова —  Маша
- «Персональна справа» Олександра Штейна —  Мар'яна
- «Інтервенція» Лева Славіна —  Жанна Барб'є
- «Світить, та не гріє» Олександра Островського і Миколи Соловйова —  Оля Василькова
- «Вей, Вітерець» Яніса Райніса —  Барба
- «Іван Грозний» Володимира Соловйова —  цариця Анна
- «Пролита чаша» Андрія Глоби —  Ін-Ін
- «Маскарад» Михайла Лермонтова —  Ніна
- «Оптимістична трагедія» Всеволода Вишневського —  Коміссар
- «Зикови» Максима Горького —  Павла
- «Доктор філософії» Браніслава Нушича —  Клара
- «Антоній і Клеопатра» Шекспір а —  Клеопатра
- «Барабанщица» Опанаса Салинського[1] —  Ніла Сніжко
- «Дядя Ваня» Антона Чехова —  Соня
- «Ляльковий дім» Генріка Ібсена —  Нора
- «Суперниці» Єлизавети Бондаевої —  Тося
- «Живий труп» Лева Толстого. Режисер:  М. М. Ляшенко  —  Маша, циганка
- «Марія Стюарт» Ф. Шиллера. Режисер:  Соломона Казимирова  —  Марія Стюарт [2]
- «Вбивця» Ірвіна Шоу —  Елен
- «Мільйонерка» Бернарда Шоу —  Епіфанія
- «Безприданниця» Олександра Островського —  Лариса Дмитрівна Огудалова
- «Третя патетична» Миколи Погодіна —  Настя
- «Океан» Олександра Штейна —  Анечка
- «Кришталевий ключ» Єлизавети Бондаревої —  Алла
- «Куховарка» Анатолія Софронова —  Павлина
- «Камінці на долоні» Опанаса Салинського —  Анна Зеєхолен
- «Розлом» Борис Лавреньова —  Тетяна Євгенівна Берсенєва
- «Уріель Акоста» Карла Гуцкова —  Юдіф
- «У старій Москві» Віри Панової —  Ксенія
- «Острів Афродіти» Алексіса Парніс —  Кет
- «Ведмежа весілля» Анатолія Луначарського —  Юлька
- «Не було ні гроша, та раптом алтин» Олександра Островського —  Настенька
- «У старій Москві» Віри Панової —  Ксенія
- «Розсудіть нас люди» Олександра Андрєєва —  Женя
- «Маленька студентка» Миколи Погодіна —  вавка Маландіна
- «Спекотне літо в Берліні» Дімфни Кьюсак —  Джой
- «Орфей спускається в пекло» Вільямса Теннессі —  Керол

### Кишинівський драматичний театр імені А.П.Чехова
- «Варшавська мелодія» Леоніда Зоріна — Геля
- «Мільйонерка» Бернарда Шоу— Епіфанія
- «Міщани» Максима Горького — Олена
- «Три сестри» Антона Чехова — Ольга
- «Більшовики» Михайла Шатрова — Марія. Ульянова
- «Елегія» Павла Павловського — Марія Гаврилівна Савіна
- «Інша» Самуїла Альошина — Катерина Василівна
- «Обираю мужність» (монодрама) Г. Слоєвськойї— Роза Люксембург
- «Валентин і Валентина» Михайла Рощина — мати Валентини
- «Забути Герострата» Григорія Горіна — Клементина
- «Лисиця і виноград» Гільйермо Фігерейдо — Клея
- «Вишневий сад» Антона Чехова — Любов Андріївна Раневська

### Театр на Малій Бронній
- «Золота карета» Леоніда Леонова — Марія Сергіївна
- «Душа поета» Юджина О'ніла — Нора
- «Смак меду» Шейла Делані — Елен
- «Чарівник Смарагдового міста» Олександра Волкова — Веліна
- «П'ять романсів у старому будинку» Володимира Арро — Поліна
- «Поранений звір» Сергія Коковкіна— Катерина
- «Розповідь від першої особи» ОлександраЖитинського — Валентина Федорівна
- «Шляхи-роздоріжжя» Федора Абрамова — Софія
- «Спогади» Віктора Розова — Співачка

## Визнання і нагороди
- заслужена артистка РРФСР (1957)
- народна артистка РРФСР (1965)
- орден Трудового Червоного Прапора (1971)
- народна артистка МРСР (1973)